# Plinthocoelium schwarzi
Plinthocoelium schwarzi är en skalbaggsart som först beskrevs av Fisher 1914.  Plinthocoelium schwarzi ingår i släktet Plinthocoelium och familjen långhorningar. Inga underarter finns listade i Catalogue of Life.